# پیتر اشکانتار
پیتر اشکانتار (انگلیسی: Peter Škantár؛ زادهٔ ۲۰ ژوئیه ۱۹۸۲) یک قایقران اهل اسلواکی است.
وی در مسابقات بین‌المللی در مجموع برندهٔ ۹ مدال طلا، ۵ مدال نقره، ۹ مدال برنز شده‌است.